# Aliud
Aliud è un comune spagnolo di 33 abitanti situato nella comunità autonoma di Castiglia e León.